# Ipodoryctes niger
Ipodoryctes niger är en stekelart som beskrevs av Granger 1949. Ipodoryctes niger ingår i släktet Ipodoryctes och familjen bracksteklar. Inga underarter finns listade i Catalogue of Life.